# Roville-aux-Chênes
Roville-aux-Chênes – miejscowość i gmina we Francji, w regionie Grand Est, w departamencie Wogezy.
Według danych na rok 1990 gminę zamieszkiwało 305 osób, a gęstość zaludnienia wynosiła 36 osób/km² (wśród 2335 gmin Lotaryngii Roville-aux-Chênes plasuje się na 745. miejscu pod względem liczby ludności, natomiast pod względem powierzchni na miejscu 710.).